# Pere Miró i Plans
Pere Miró i Plans (Manresa, Bages, 22 de desembre de 1927 - Manresa, 11 de març de 2013) fou un químic i farmacèutic català.

## Biografia
Estudià química a les universitats de Barcelona, Madrid i Heidelberg (1954). Fou considerat una autoritat en química de la llana, de detergents i de proteïnes. Fou degà del Col·legi de Químics de Catalunya i Balears (1972-1974), president del Comitè Europeu de Detergents i de l'Associació Internacional de Químics Coloristes Tèxtils.
El 1974 fou nomenat director general d'indústries químiques i tèxtils, fou professor d'investigació del Patronato Juan de la Cierva del CSIC, i director del Laboratori General d'Assaigs i Investigacions de la Generalitat de Catalunya (1985-1998) i president del Consell Social de la Universitat Autònoma de Barcelona. El 1999 va rebre la Creu de Sant Jordi. Fou pare de la matemàtica Rosa Maria Miró i Roig.